# Ceriana mime
Ceriana mime är en tvåvingeart som först beskrevs av Hull 1935.  Ceriana mime ingår i släktet griffelblomflugor, och familjen blomflugor. Inga underarter finns listade i Catalogue of Life.